# گراچاک
گراچاک (به لاتین: Gračac) یک منطقهٔ مسکونی در کرواسی است که در شهرستان زادار واقع شده‌است. گراچاک ۹۵۷٫۲۲ کیلومتر مربع مساحت و ۴٬۶۹۰ نفر جمعیت دارد.